# Paracaesio
Paracaesio  es un género de peces de la familia de los lutjánidos.

## Especies
- Paracaesio caerulea  (Katayama, 1934)[3]
- Paracaesio gonzalesi  (Fourmanoir & Rivaton, 1979)[4]
- Paracaesio kusakarii  (Abe, 1960)[5]
- Paracaesio paragrapsimodon  (Anderson & Kailola, 1992)[6]
- Paracaesio sordida  (Abe & Shinohara, 1962)[7]
- Paracaesio stonei  (Raj & Seeto, 1983)[8]
- Paracaesio waltervadi  (Anderson & Collette, 1992)[9]
- Paracaesio xanthura  (Bleeker, 1869)[10][11][12][13][14][15][16][17][18]